# Warner (cràter)
|  | No s'ha de confondre amb Werner (cràter). |

Warner és un cràter d'impacte que es troba a la part sud de la Mare Smythii, prop del terminador oriental de la Lluna. En aquesta ubicació, el cràter es veu des de la Terra gairebé lateralment, i de vegades s'amaga de la vista a causa de la libració. El cràter es troba just a sud-sud-est de Runge, una formació de característiques molt similars. A sud-oest es troba Widmannstätten, i a sud es troba un parell de cràters fusionats formats per Kao i Helmert.

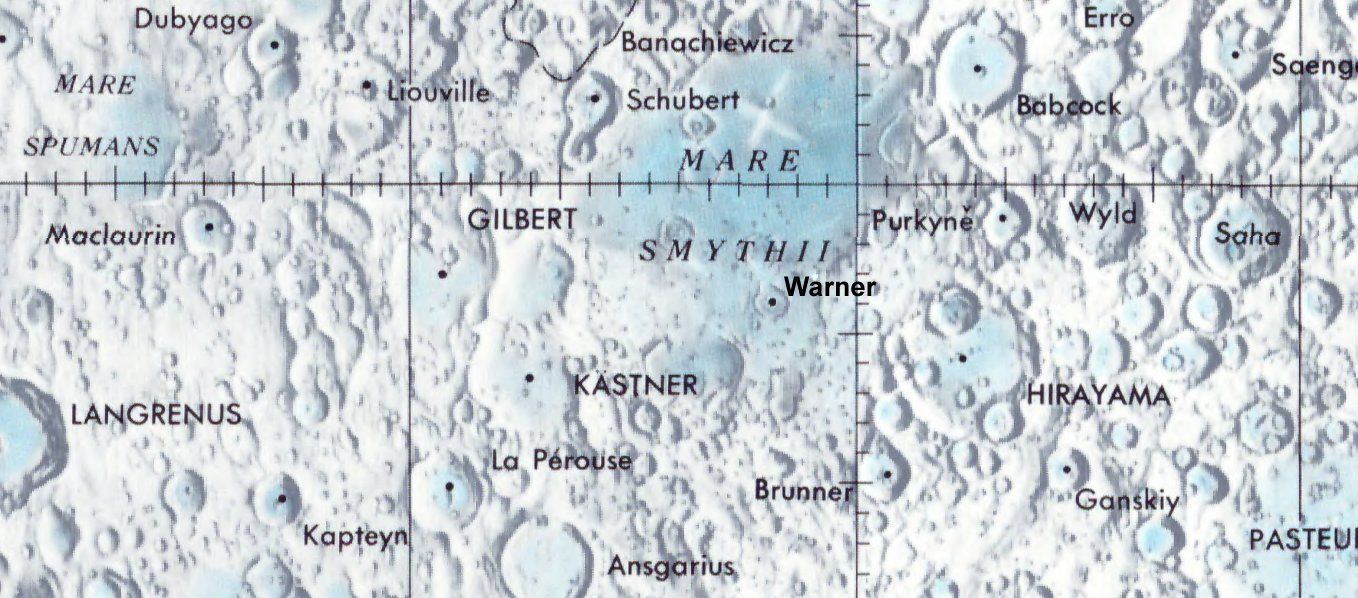
Localització de Warner (centre de la imatge)
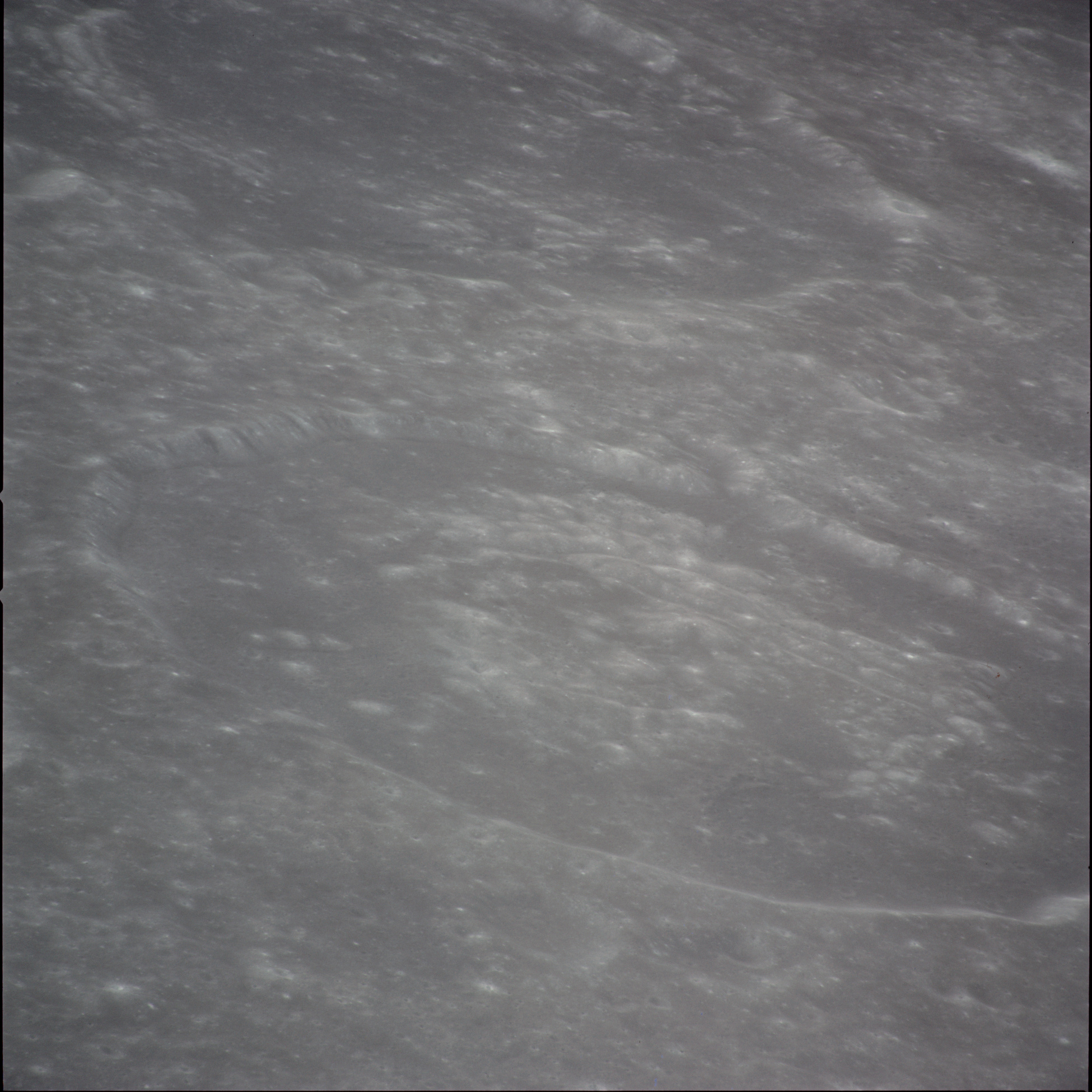
Vista obliqua des de l'Apollo 14, Warner al davant i Runge al fons
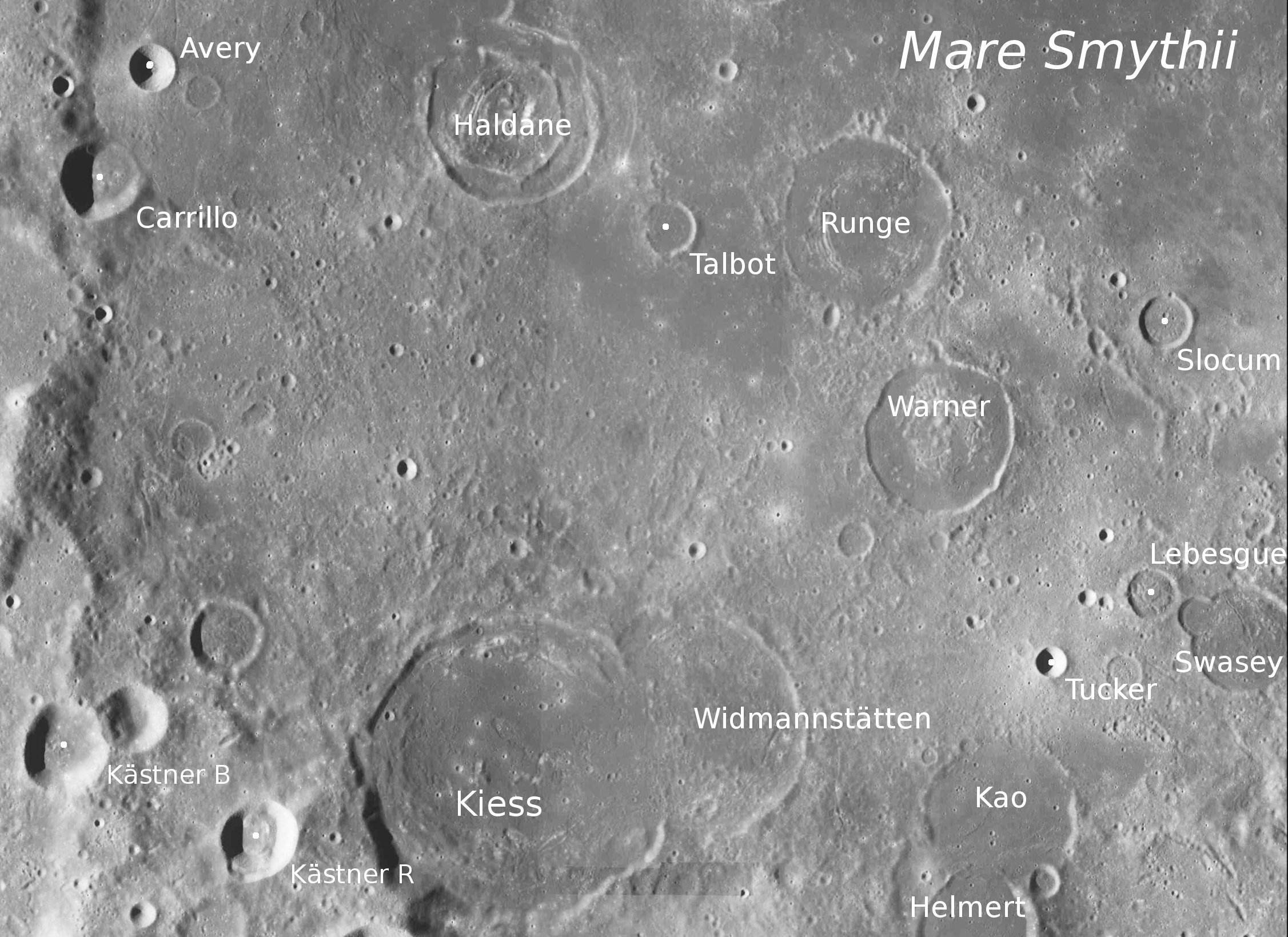
Fotografia de la missió Lunar Reconnaissance Orbiter

Aquest cràter ha estat gairebé completament submergit pels fluxos de lava, deixant només una vora exterior poc profunda que sobresurt a través de la superfície. La vora romanent és gairebé circular i té seccions baixes en les cares nord i sud. El sòl interior és similar en aparença a la mar lunar circumdant, i està marcat només per alguns petits cràters. Un cràter petit i superficial jeu just a sud-oest de la vora exterior.